# Rio Bicăjel
O Rio Bicăjel é um rio da Romênia afluente do Rio Bicaz, localizado no distrito de Neamţ.